# Estats del Cis Sutlej
Els estats del Cis-Sutlej (Cis-Sutlej States) fou un territori del Panjab sota domini britànic format per districtes de domini britànic i alguns estats natius.
Els districtes eren:
- Districte d'Ambala
- Districte de Ludhiana
- Districte de Firozpur
- Districte d'Hissar

I els estats natius eren:
- Patiala
- Jind
- Nabha
- Faridkot
- Maler Kotla
- Kalsia

El nom fou aplicat inicialment als principats sikhs al sud del riu Sutlej durant els darrers anys de l'Imperi Mogol. Després de les lluites entre marathis i els durrani afganesos aquestos van derrotar els sikhs el 1761 a la segona batalla de Panipat prop de Delhi i els van perseguir més enllà del Sutlej, destruint Amritsar. Però quan els afganesos se'n van anar el 1765, els sikhs van reprendre el poder i el culte. Llavors els sikhs es van traslladar al Panjab propi al darrere del Sutlej i aviat van adquirir el territori entre el Sutlej i el Jumna. Eliminats el poder dels marathes el 1803 pels britànics, els sikhs van quedar dividits en nombrosos principats, el més poderós dels quals fou el raja de Patiala, mentre altres eren petits territoris e sardars (nobles) que dominaven només alguns pobles i de manera precària; els més petits estaven dirigits per senyors sikhs que posseïen un màxim d'una vintena part d'un poble. La fundació de la majoria d'aquestos estats es va produir després de l'expulsió del governador afganes de Sirhind per forces unides sikhs dels dos costats del riu el 1763.
Aquestos estats estaven en guerra permanent un amb altre i els principals foren tributaris dels marathes, fins que va emergir el gran principat de Ranjit Singh que havia unificat el Panjab i conquerit Lahore el 1799 i Amritsar (després del 1802) i va restaurar els llocs de culte convertint Amritsar en la segona capital després de Lahore.
Ranjit Singh va forçar als petits principats a unir-se contra l'enemic; després es va desplaçar al sud del Sutlej exigint tribut als prínceps d'aquesta zona, els quals, per por de córrer la mateixa sort que els prínceps del Panjab propi, es van unir el 1808 en una petició d'ajut als britànics, quew reclamaven el tribut com a successors del poder dels marathes (derrotats el 1803). La Companyia Britànica de les Índies Orientals va acceptar el protectorat i per un tractat de 1809 els va garantir la seguretat pels atacs des del nord. El 1811 una proclamació va posar fi a les guerres internes que durant molt de temps havien desgastat a aquestos estats, i que fou l'única limitació a la seva sobirania, ja que van conservar plena competència en matèries civils, criminals i fiscals, i no pagaven tribut ni havien d'aportar contingents (però havien d'assistir als britànics en cas de guerra). El govern es va exercir a través del representant britànic a Delhi o els seus ajudants fins al 1840 quan fou tranbsferit a l'Agent del Governador General a la Província de la Frontera del Nord-oest amb seu a Ambala i el 1842 va assolir el govern dels territoris dels estats que s'havien extingit. En la campanya del Sutlej (primera guerra sikh 1845-1846) de 1845 els prínceps no van poder complir amb l'assistència promesa als britànics (fins i tot l'exèrciut sikh estava format en majori per gent procedent del Cis Sutlej) i al final de la guerra es va decidir establir una nova jurisdicció del Cis Sutlej i per resolució de 17 de novembre de 1846 el governador general va confiscar alguns principats i va declarar abolida la jurisdicció criminal d'altres prínceps, va suprimir les taxes per desplaçaments interns i duanes, i va establir un tribut (a canvi dels serveis militars no complerts). Patiala, Jind, Nabha, Faridkot, Maler Kotla Chitrauli, Raikot, Buriya, i Mandot o bé Patiala, Jind, Nabha, Faridkot, Maler Kotla, Kalsia, Raikot, Dialgarh i Mamdot o Mandot, van quedar eximits d'aquesta resolució però la resta foren incorporats a un Comissionat Britànic dels Estats del Cis Sutlej amb capital a Ambala com a subordinat ara de l'Agent Britànic a Lahore.
Aviat es va veure que els prínceps, privats de policia i de la jurisdicció criminal, no podien recaptar els impostos adequadament i es van prendre mesures sobre les taxes i la terra, mesures que foren aturades per la segona guerra sikh, però que van seguir el 1849 quan al final de la guerra el Panjab fou annexionat. El juny d'aquest any els petits prínceps foren privats dels poders sobirans i els britànics van assolir tots els poders (en foren exclosos els vuits principats que havien quedat fora de la resolució de 1846). Els prínceps sikhs i els caps de les companyies de cavallers sikhs (coneguts com a pattidars) van quedar reduïts a la condició de jagirdars amb dret d'herència limitat als descendents en línia directa masculina dels seus posseïdors del 1809. El govern d'aquestos estats va ser transferit al govern de Lahore. Alguns dels estats van quedar sense hereus i per la doctrina del lapse van passar als britànics Dialgarh (1852) i Raikot (1854), mentre Mamdot fou confiscat el 1855 per mala conducta del seu nawab; van restar Patiala, Jind, Nabha, Faridkot, Maler Kotla i Kalsia.

## Nota
1. ↑  segons la llista a la Gaceta de 1885, però cal notar que en dona 8 i el nom Chitrauli està fora de lloc, i no coincideix amb la llista donada a la Gaceta de 1901 on diu que foren 9 i alguns noms són diferents